# Overfaldet paa postaapnerens datter
Overfaldet paa postaapnerens datter er en norsk dramafilm fra 1913. Filmen er bemærkelsesværdig på grund af sin høje alder med i oversigter over norske langfilme, selv om den er under FIAFs grænse på 36 minutter for langfilm. Filmen er også kendt under navnet Kampen om pengebrevet, som var opgivet som undertitel på plakaterne.
Filmen blev instrueret Ottar Gladtvedt, og han havde også skrevet manuskriptet og fotograferet filmen. Filmen havde premiere ved Kristiania Kinematograf Theater, og var produceret af Kristiania Filmkompagni. Filmen regnes som tabt.

## Tekniske data
- Premieredato: 8. marts 1913
- Dato den blev censureret: 13. marts 1914 (Censurnummer 811)

(Censuren fandt sted efter premieren fordi Statens filmtilsyn endnu ikke var oprettet ved premieren)
- Længde: 300 m, (15 min.)

### Medvirkende
- Solveig Gladtvedt – Ingrid Munkevold

## Handling
Ingrid Munkevold er datter af poståpneren John Munkevold, og hjælper ham på jobbet fordi han er blevet plaget af gigt. På vej fra togstationen til poståpneriet har hun en dag med sig et værdifuldt pengebrev, og bliver udsat for forsøg på røveri af de to lasaroner, Ræka og Røv'rn. Lasaronene får i første omgang pengebrevet med sig. Ingrid møder så kæresten Harry Brun, og han tilkalder politiet.
Røverne ender med at undslippe, og kaster sig om bord på et tog mens Harry får fat i en Opel med 30 hestekræfter og følger efter toget til næste station. Røverne ser at det bliver forfulgt hvorefter det åbner ild mod forfølgerne hvorefter politiet skyder tilbage. Røverne tager sig til brystet og falder af toget, og triller ned til vejen.
Forfølgerne finder ham liggende død med pengebrevet i hånden, og Ingrid og Harry kan så drage tilbage til poståpnerens hus, hvor Harry bliver belønnet for sin heltemodige indsats ved at Ingrid siger ja til at gifte sig med ham og han får også poståpnerens samtykke og velsignelse til ægteskabet.